# Cumlosen
Cumlosen er en by i Landkreis Prignitz i den tyske delstat Brandenburg. Byen hører under Amt Lenzen-Elbtalaue an der har administrations i byen Lenzen.

## Geografi
Cumlosen ligger vedx floden Elben cirka seks kilometer nordvest for byen Wittenberge i biosfærereservatet Flusslandschaft Elbe-Brandenburg.
Til Cumlosen hører bydelene Motrich, Müggendorf og Wentdorf.